# Tolomeo di Gerico
Tolomeo di Gerico (Πτολεμαῖος ὁ τοῦ Ἀβούβου, Tolomeo figlio di Abubo) era governatore della città, citato nel Primo libro dei Maccabei e da Flavio Giuseppe.
Genero di Simone Maccabeo della dinastia degli Asmonei, e membro della sua amministrazione, è ricordato per aver ucciso a tradimento il suocero e i suoi figli, Mattatia e Giuda, dopo averli invitati a un banchetto (1 Maccabei 16,11-16).

## Biografia
L'assassinio fu perpetrato nel febbraio del 135 o dell'anno successivo, 134 a.C., nel forte di Dōk: ad esso sfuggì l'altro figlio di Simone, Giovanni Ircano, che eluse l'attacco dei sicari e strinse d'assedio Dōk, dove Tolomeo si era rifugiato. 
Tolomeo aveva infatti chiesto aiuto a Antioco VII, sovrano dell'Impero seleucide, affinché lo sostenesse nella lotta di successione, e fosse egli stesso riconosciuto dai Seleucidi, come loro soggetto, quale governatore della Giudea, titolo al quale il suo stesso matrimonio con la figlia di Simone, asmonea, gli conferiva maggior diritto che ad altri. 
Secondo Flavio Giuseppe, inoltre, Tolomeo era stato respinto da Gerusalemme quando aveva tentato di insediarvisi e si era ritirato, in fuga, in una fortezza, sul cui nome di Dagon o Dōk non v'è certezza nelle fonti primarie (Maccabei e Giuseppe).
Tolomeo aveva preso prigioniera e condotto con sé, e infine fatto assassinare, anche la moglie di Simone e madre di Giovanni Ircano: questi tuttavia non ebbe fortuna nel catturare il rivale, che riuscì a fuggire ad Amman e a far perdere le proprie tracce, o almeno così risultava agli storici antichi, che non ne riportavano altre notizie.
Un'altra differenza che gli studiosi rilevano, tra le due fonti primarie, è che il libro dei Maccabei riporta che Tolomeo avrebbe ucciso Giuda e Mattatia durante l'agguato che costò la vita al loro padre, eliminando quindi con essi due potenziali e ragionevoli rivali nella successione; secondo Giuseppe Flavio invece sarebbero stati presi prigionieri e uccisi durante gli scontri con Giovanni Ircano. Secondo Schwartz, la prima versione sarebbe meno attendibile perché più conveniente, sotto il profilo politico, a Giovanni che salvaguarderebbe dal demerito di non aver salvato i propri fratelli.
Dopo la propria fuga da Dōk, Tolomeo non poté comunque insidiare oltre Giovanni.

## Influenze culturali
A causa delle circostanze in cui tale crimine fu commesso, Tolomea è il nome della terza delle quattro sezioni in cui è distinto il nono cerchio dell'Inferno dantesco, la zona dei traditori degli ospiti.
Secondo commentatori antichi (a partire da Iacopo di Dante) e moderni, il nome assunto dalla sezione deriverebbe proprio dal Tolomeo biblico. 
Così scrive infatti Jacopo: «Tolomea, a derivazione d'alcuno Ebreo del popol d'Isdrael, nominato Tolomeo, il quale anticamente a un convito per lui ordinato a cierti suoi amici fidati, la morte, essendo alle tavole, diede».
Questa prima spiegazione è stata giudicata «più probabile, specie se si tiene conto della natura delle colpe commesse dai dannati, frate Alberigo, Branca Doria e il prossimano [ossia un congiunto] di costui, che D[ante] nomina in questa zona», rispetto a una delle altre avanzate da critici antichi e moderni, che eponimo invece di tale sezione sia «Tolomeo re di Egitto, che fece o lasciò assassinare Pompeo, rifugiato presso di lui».
Tale seconda opzione è sostenuta anche dall'Anonimo chiosatore pubblicato da Selmi e perciò usualmente denominato "Anonimo Selmiano": «La terza è tradire chi in lui si fida, e questa è chiamata Tolomea per lo re Tolomeo, che volse tradire Cesare, e tradì Pompeo».
Bigi peraltro ricorda che Dante apparentemente anche in un passo della Monarchia (II VIII 9) allude al tradimento di Tolomeo d'Egitto: donde è propenso a non trascurare l'ipotesi esegetica secondo la quale Dante potesse riferirsi ad entrambi i personaggi.
Gli studiosi Umberto Bosco e Giovanni Reggio così riassumono:

«Il nome può derivare o da Tolomeo, governatore di Gerico, che uccise proditoriamente Simone Maccabeo e i suoi figli, dopo averli invitati a banchetto (I Mach. XVI 11-16), o forse, ma meno probabilmente, da Tolomeo, re d'Egitto, uccisore di Pompeo, rifugiatosi presso di lui, quindi suo ospite.»